# وردة نقولا الترك
وردة نقولا يوسف الترك (1797 - 1874) شاعرة لبنانية عثمانية من أهل القرن التاسع عشر الميلادي برزت في العصر الشهابي. من أهل دير القمر من قضاء الشوف. قرأت على والدها الأديب نقولا الترك. نظمت موشّحات، ومدحت الأمير بشير الثاني الشهابي، وباي تونس، وغيرهما.

## سيرتها
هي وردة بنت نقولا بن يوسف الترك. ولدت سنة 1797 في دير القمر بإمارة جبل لبنان العثمانية ونشأت بها. أخذت بعض العلوم عن والدها الأديب نقولا الترك فبرعت في زمانها. واستلهمت والدها الشعر ونظمته. وعمي والدها في أواخر أعوامه، فكان يملي ما ينظمه على ابنته وردة. مالت وردة في شعرها إلى المديح، فمدحت الأمير بشير الثاني الشهابي، وباي تونس، وبطرس كرامة. اشتهرت بنظم الموشحات، والزجل. فبرزت في زمانها في بلاد الشام، « في عصر كانت المرأة لاعمل لها إلا الغزل والتطريز.»
وصفت بأنها كانت سليمة اللغة، سريعة الخاطر، حسنة الخط. معظم شعرها مفقود. انجبت ولدين فقدتهما. وجهت وردة اليازجي ديوان «حديقة الورد» إليها:
ظلت عاكفة على دراسة الآداب ونشرها حتى توفي والدها سنة 1828 فانقطعت إلى الحزن ورثتها. توفيت سنة 1874.

## شعرها
ضاعت معظم شعرها. لم يبق من شعرها إلا النذر اليسير وقد روى بعضه جرجس صفا، من موشح طويل:
ومن زجلها: